# David Giuntoli
David Giuntoli (San Luis, Misuri;  18 de junio de 1980) es un actor, presentador y aspirante a cantante folk. Conocido por su papel protagónico de Nick Burkhardt en Grimm.

## Biografía
Nació en San Luis y se crio en Grosse Point (Míchigan). Se licenció en Empresariales en 2002 en la Universidad de Indiana (campus de Bloomington).

### Carrera
Su primera aparición destacada fue como concursante en MTV's Road Rules: South Pacific, y posteriormente en Real World/Road Rules Challenge: The Gauntlet. En 2006, se mudó a Los Ángeles (California), para desarrollar su carrera de actor y musical.  Ha aparecido en papeles invitados en series de televisión como Nip/Tuck, Veronica Mars, Anatomía de Grey, Ghost Whisperer y, más recientetemente, Privileged. Además, es el presentador de AT&T U-Verse "Buzz". Aunque ha tenido un éxito menor en su carrera musical, ha actuado con German DJ Flula Borg, su copresentador ocasional en "Buzz", en el Viper Room de Los Ángeles. Su mayor papel en la televisión hasta la fecha es la serie Grimm, que se estrenó en octubre de 2011. Además de su trabajo en dicha serie, Giuntoli fue visto en 2012 en la película Caroline and Jackie en un papel secundario.

### Vida personal
Giuntoli salió con su compañera de reparto de Road Rules, Cara Zavaleta.
Con frecuencia iba en bicicleta a los sets de filmación de Grimm. Durante un parón de producción en 2012, Giuntoli visitió un orfanato de elefantes en Kenia, donde adoptó a uno de los animales.
Giuntoli está casado con Bitsie Tulloch desde junio de 2017. Anunciaron que estaban esperando un hijo en octubre de 2018, una niña, Vivian, quien nació en febrero de 2019.

## Filmografía
| Año       | Título                                        | Rol                                 | Notas                                                              |
| --------- | --------------------------------------------- | ----------------------------------- | ------------------------------------------------------------------ |
| 2003      | Road Rules: South Pacific                     | él mismo                            | Miembro del reparto recurrente                                     |
| 2003      | Real World/Road Rules Challenge: The Gauntlet | él mismo                            | concursante/ganador                                                |
| 2007      | Ghost Whisperer                               | Rick                                | Episodio: "The Walk-in"                                            |
| 2007      | Veronica Mars                                 | hombre de Sneed Batmen              | Episodio: "Un-American Graffiti"                                   |
| 2008      | Nip/Tuck                                      | Evan                                | Episodio: "August Walden"                                          |
| 2008      | Grey's Anatomy                                | Todd                                | Episodio: "The Becoming"                                           |
| 2008      | Finish Line                                   | Turner                              | Telefilm                                                           |
| 2008      | Privileged                                    | Jacob Cassidy                       | 5 episodios                                                        |
| 2008      | Eli Stone                                     | Scott Colby                         | Episodios: "Waiting for That Day", "Should I Stay or Should I Go?" |
| 2008      | The Unit                                      | Major Paul Grand                    | Episodio: "Misled and Misguided"                                   |
| 2008      | Without a Trace                               | Seth                                | Episodio: "Push Comes to Shove"                                    |
| 2008      | Cold Case                                     | Dean London '60                     | Episodio: "Wings"                                                  |
| 2009      | Crash                                         | Brad                                | Episodio: "The Pain Won't Stop"                                    |
| 2009      | Weather Girl                                  | James                               |                                                                    |
| 2009      | ComedyPOPS                                    |                                     | Cortometraje                                                       |
| 2009      | U.S. Attorney                                 | Andrew Moore                        | Telefilm                                                           |
| 2010      | The Quinn-tuplets                             | Martin Quinn                        | Telefilm                                                           |
| 2010      | The Deep End                                  | Jason Carpenter                     | Episodios: "An Innocent Man", "White Lies, Black Ties"             |
| 2010      | Turn the Beat Around                          | Michael                             |                                                                    |
| 2010      | Hot in Cleveland                              | Tyler                               | Episodio: "Who's Your Mama?"                                       |
| 2010      | Private Practice                              | Daniel                              | Episodio: "In or Out"                                              |
| 2010      | Camera Obscura                                | Walter                              | Cortometraje                                                       |
| 2011      | Love Bites                                    | Jordan                              | Episodio: "Firsts"                                                 |
| 2011      | 6 Month Rule                                  | Jared                               |                                                                    |
| 2011–2017 | Grimm                                         | Detective Nicholas "Nick" Burkhardt | Protagonista                                                       |
| 2012      | Caroline and Jackie                           | Ryan                                |                                                                    |
| 2016      | 13 Horas: Los soldados secretos de Bengasi    | Scott                               |                                                                    |
| 2016      | Buddymoon                                     | David                               |                                                                    |
| 2018      | A Million Little Things                       | Eddie                               |                                                                    |